# Lista över kommun- och landstingsstyren i Sverige 1998–2002
Det här är en lista över kommun- och landstingsstyren i Sverige under mandatperioden 1998–2002.
Politiska partier som ensamma eller i koalition utgör den styrande majoriteten i respektive landstingsfullmäktige/regionfullmäktige eller kommunfullmäktige. 
Alfabetisk lista ordnad länsvis.

## Blekinge län
- Blekinge läns landsting: (s)+(v)+(mp) 
  - Karlshamn: (s)+(v)+(mp)
  - Karlskrona: (s)+(v)
  - Olofström: (s)
  - Ronneby: (s)+(v)
  - Sölvesborg: (Hoppande majoriteter)

## Dalarnas län
- Dalarnas läns landsting: (s)+(v)
  - Avesta: (s)+(v)+(mp)
  - Borlänge: (s)
  - Falun: (m)+(fap)+(c)+(kd)+(fp)
  - Gagnef: (c)+(m)+(kd)+(mp)+(fp)
  - Hedemora: (s)+(v)
  - Leksand: (c)+(m)+(kd)+(lp)+(fp)
  - Ludvika: (s)
  - Malung: (s)+(v)
  - Mora: (kd)+(c)+(m)+(fp)+(mop)+(mp)
  - Orsa: (s)+(v)+(mp)
  - Rättvik: (c)+(m)+(fp)+(kd)+(mp)
  - Smedjebacken: (s)+(c)
  - Säter: (c)+(m)+(kd)+(fp)
  - Vansbro: (Hoppande majoriteter)
  - Älvdalen: (s)+(c)

## Gotlands län
- Landsting saknas
  - Gotland: (c)+(m)+(fp)+(kd)+(ggf)

## Gävleborgs län
- Gävleborgs läns landsting: (s)+(v) 
  - Bollnäs:
  - Gävle:
  - Hofors:
  - Hudiksvall: (s)+(v)
  - Ljusdal:
  - Nordanstig: (s)+(v)
  - Ockelbo:
  - Ovanåker:
  - Sandviken:
  - Söderhamn:

## Hallands län
- Hallands läns landsting: (m)+(c)+(kd)+(fp)+(mp)
  - Falkenberg: (c)+(m)+(kd)+(fp)
  - Halmstad: (s)+(v)+(mp)
  - Hylte: (s)+(kv)+(fp)
  - Kungsbacka: (m)+(c)+(kd)+(fp)
  - Laholm: (c)+(m)+(kd)
  - Varberg: (m)+(c)+(kd)+(spi)+(fp)

## Jämtlands län
- Jämtlands läns landsting: (s)+(v)
  - Berg: (c)+(m)+(kd)+(fp)
  - Bräcke: (s)
  - Härjedalen: (s)+(v)
  - Krokom: (s)+(c)
  - Ragunda: (s)+(c)
  - Strömsund: (s) (minoritetsstyre med stöd av Centerpartiet)
  - Åre: (c)+(m)+(kd)+(fp)
  - Östersund: (s)+(v)+mp

## Jönköpings län
- Jönköpings läns landsting: (s)+(c)+(v)
  - Aneby: (kd)+(m)+(c)+(fp)
  - Eksjö: ("samlingsregering")
  - Gislaved: (s)+(c)+(mp)
  - Gnosjö: (kd)+(m)+(c)+(fp)
  - Habo: (m)+(kd)+(c)+(fp)
  - Jönköping: (s)+(c)
  - Mullsjö: (s)+(v)+(mp)+(fp)
  - Nässjö: (s)+(c)+(fp)+(v)
  - Tranås: (m)+(kd)+(c)+(fp)
  - Vaggeryd: (s)+(c)
  - Vetlanda: (c)+(kd)+(m)+(fp)
  - Värnamo: (c)+(m)+(kd)

## Kalmar län
- Kalmar läns landsting: (s)+(v)+(mp)
  - Borgholm: (c)+(m)+(kd)+(fp)
  - Emmaboda: (s)+(v)
  - Hultsfred: (s)+(v)
  - Högsby: (s)+(v)+(mp)
  - Kalmar: (s)+(v)+(mp)
  - Mönsterås: (c)+(m)+(kd)+(fp)
  - Mörbylånga: (m)+(c)+(kd)+(fp)
  - Nybro: (s)+(v)
  - Oskarshamn: (s)
  - Torsås: (c)+(m)+(kd)+(fp)
  - Vimmerby: (c)+(m)+(kd)+(fp)
  - Västervik: (s)+(v)+(mp)

## Kronobergs län
- Kronobergs läns landsting:
  - Alvesta:
  - Lessebo:
  - Ljungby:
  - Markaryd:
  - Tingsryd:
  - Uppvidinge:
  - Växjö:
  - Älmhult:

## Norrbottens län
- Norrbottens läns landsting:
  - Arjeplog:
  - Arvidsjaur:
  - Boden:
  - Gällivare:
  - Haparanda:
  - Jokkmokk:
  - Kalix:
  - Kiruna:
  - Luleå:
  - Pajala:
  - Piteå:
  - Älvsbyn:
  - Överkalix:
  - Övertorneå:

## Skåne län
- Skåne läns landsting:
  - Bjuv:
  - Bromölla:
  - Burlöv:
  - Båstad: (m)+(c)+(fp)
  - Eslöv:
  - Helsingborg:
  - Hässleholm:
  - Höganäs:
  - Hörby:
  - Höör:
  - Klippan:
  - Kristianstad:
  - Kävlinge:
  - Landskrona:
  - Lomma:
  - Lund:
  - Malmö:
  - Osby:
  - Perstorp:
  - Simrishamn:
  - Sjöbo:
  - Skurup:
  - Staffanstorp:
  - Svalöv:
  - Svedala:
  - Tomelilla:
  - Trelleborg:
  - Vellinge:
  - Ystad:
  - Åstorp:
  - Ängelholm:
  - Örkelljunga:
  - Östra Göinge:

## Stockholms län
- Stockholms läns landsting:
  - Botkyrka:
  - Danderyd: m
  - Ekerö:
  - Haninge:
  - Huddinge:
  - Järfälla:
  - Lidingö:
  - Nacka:
  - Norrtälje:
  - Nykvarn:
  - Nynäshamn:
  - Salem:
  - Sigtuna:
  - Sollentuna: m + fp + kd + c
  - Solna: m + fp + kd
  - Stockholm: m + fp + kd + sp
  - Sundbyberg 1998-2002: s + v + mp; 2002: s + v
  - Södertälje:
  - Tyresö:
  - Täby:
  - Upplands-Bro:
  - Upplands-Väsby:
  - Vallentuna:
  - Vaxholm:
  - Värmdö:
  - Österåker:

## Södermanlands län
- Södermanlands läns landsting:
  - Eskilstuna:
  - Flen:
  - Gnesta:
  - Katrineholm:
  - Nyköping:
  - Oxelösund:
  - Strängnäs:
  - Trosa:
  - Vingåker:

## Uppsala län
- Uppsala läns landsting: (s)+(v)+(mp)
  - Enköping: (c)+(m)+(kd)+(fp)
  - Håbo: (s)+(c)+(båp)+(v)
  - Knivsta: (Blev en egen kommun 2002)
  - Tierp: (s)+(v)
  - Uppsala: (s)+(v)+(mp)
  - Älvkarleby: (s)+(v)
  - Östhammar: (s)+(v)+(mp)

## Värmlands län
- Värmlands läns landsting: (s)+(v)
  - Arvika: (s)
  - Eda: (c)+(hel)+(m)+(fp)
  - Filipstad: (s)+(mp)
  - Forshaga: (s)
  - Grums: (s)+(c)
  - Hagfors: (s)+(v)
  - Hammarö: (s)+(v)
  - Karlstad: (s)+(v)+(mp)
  - Kil: (m)+(c)+(kd)+(mp)+(fp)
  - Kristinehamn: (s)+(v)
  - Munkfors: (s)
  - Storfors: (s)+(v)
  - Sunne: (c)+(m)+(fp)+(kd)
  - Säffle: (c)+(m)+(kd)+(fp)
  - Torsby: (s)+(v)
  - Årjäng: (c)+(fp)+(kd)

## Västerbottens län
- Västerbottens läns landsting: (s)+(v)
  - Bjurholm: (m)+(c)+(fp)+(kd)
  - Dorotea: (dkl)+(fp)+(c)
  - Lycksele: (s)+(v)
  - Malå: (s)
  - Nordmaling: (c)+(m)+(fp)+(kd)
  - Norsjö: (c)+(kd)+(m)+(fp)
  - Robertsfors: (s)+(m)+(fp)
  - Skellefteå: (s)
  - Sorsele: (s)
  - Storuman: (Hoppande majoriteter)
  - Umeå: (s)+(v)
  - Vilhelmina: (s)
  - Vindeln: (c)+(s)+(kd)
  - Vännäs: (s)+(v)
  - Åsele: (åsp)+(c)+(m)+(kd)+(fp)

## Västernorrlands län
- Västernorrlands läns landsting: (s)+(v)
  - Härnösand: (s)+(v)+(mp)+(kd)
  - Kramfors: (s)+(v)
  - Sollefteå: (s)+(v)
  - Sundsvall: (s)+(v)[källa behövs]
  - Timrå: (v)+(c)+(kd)+(m)+(fp)+(mp)
  - Ånge: (s)
  - Örnsköldsvik: (s)

## Västmanlands län
- Västmanlands läns landsting: (s)+(v)
  - Arboga: (s)+(c)
  - Fagersta: (v)
  - Hallstahammar: (s)+(v)
  - Heby: (c)+(m)+(l-p)+(kd)+(fp)
  - Kungsör: (s)+(v)+(soc)
  - Köping: (s)+(v)+(mp)
  - Norberg: (v)
  - Sala: (c)+(m)+(kd)+(sp)+(fp)
  - Skinnskatteberg: (s)+(v)
  - Surahammar: (s)+(v)
  - Västerås: (s)+(v)+(mp)

## Västra Götalands län
- Västra Götalands läns landsting:
  - Ale:
  - Alingsås:
  - Bengtsfors:
  - Bollebygd:
  - Borås:(m)+(fp)+(mp)+(kd)+(c)+(vägvalet)
  - Dals-Ed:
  - Essunga:
  - Falköping: (m)+(kd)+(fp)+(c)
  - Färgelanda:
  - Grästorp:
  - Gullspång:
  - Göteborg:
  - Götene:
  - Herrljunga:
  - Hjo:
  - Härryda:
  - Karlsborg:
  - Kungälv:
  - Lerum:
  - Lidköping:
  - Lilla Edet:
  - Lysekil:
  - Mariestad:
  - Mark:
  - Mellerud:
  - Munkedal:
  - Mölndal:
  - Orust: borgerlig
  - Partille:
  - Skara:
  - Skövde:
  - Sotenäs:
  - Stenungsund:
  - Strömstad:
  - Svenljunga:
  - Tanum:
  - Tibro:
  - Tidaholm:
  - Tjörn:
  - Tranemo:
  - Trollhättan:
  - Töreboda:
  - Uddevalla:
  - Ulricehamn:
  - Vara:
  - Vårgårda:
  - Vänersborg:
  - Åmål:
  - Öckerö:

## Örebro län
- Örebro läns landsting: (s)
  - Askersund: (Hoppande majoriteter)
  - Degerfors: (Hoppande majoriteter)
  - Hallsberg: (s)+(v)
  - Hällefors: (s)+(v)
  - Karlskoga: (s)
  - Kumla: (s)+(c)+(kd)+(fp)
  - Laxå: (s)+(c)
  - Lekeberg: (s)+(c)
  - Lindesberg: (s)+(v)
  - Ljusnarsberg: (s)+(v)
  - Nora: (s)+(mp)
  - Örebro: (s)+(v)+(mp)

## Östergötlands län
- Östergötlands läns landsting: (s)+(v)+(mp)
  - Boxholm: (s)+(v)
  - Finspång: (s)+(v)
  - Kinda: (s)+(c)
  - Linköping: (s)+(mp)+(c)
  - Mjölby: (s)+(v)
  - Motala: (s)+(v)
  - Norrköping: (s)+(v)
  - Söderköping: (m)+(c)+(kd)+(fp)
  - Vadstena: (s)+(mp)+(v)
  - Valdemarsvik: (c)+(m)+(kd)+(fp)
  - Ydre: (c)+(kd)+(m)+(fp)
  - Åtvidaberg: (s)+(m)+(c)
  - Ödeshög: (c)+(kd)+(m)+(fp)